# マッテオ・ロヴァート
マッテオ・ロヴァート（Matteo Lovato, 2000年2月14日 - ）は、イタリア・モンセーリチェ出身のサッカー選手。USサレルニターナ1919所属。ポジションはディフェンダー。

## 経歴

### クラブ
2019-20シーズンにセリエCのパドヴァのトップチームに帯同すると、2019年8月25日のヴィルトゥス・ヴェローナ戦で先発に名を連ねデビューを果たした。プロデビューとなったこのシーズンは、冬に移籍するまでの半年間でリーグ戦17試合に出場した。
2020年1月30日、セリエAのエラス・ヴェローナFCに移籍した。同年7月18日のアタランタBC戦で後半37分からコライ・ギュンターに代わって出場しセリエAデビューをしたが、加入1年目はこの1試合のみの出場となった。しかし翌2020-21シーズンは、前年度のCBの主力であったマラシュ・クンブラとアミル・ラフマニが移籍したこともあり、リーグ戦24試合に出場した。
2021年7月31日、アタランタBCに800万ユーロ＋ボーナス300万ユーロの移籍金で4年契約で加入した。
2022年1月3日、カリアリ・カルチョにシーズン終了までのレンタル移籍で加入した。
2022年7月6日、USサレルニターナ1919に2027年までの契約で加入した。

### 代表
2020年11月12日、レイキャヴィークで行われたUEFA U-21欧州選手権2021予選のアイスランド戦でU-21イタリア代表のデビューをした。2021年3月から始まった本大会のメンバーにも選出され、グループリーグ3試合のうち2試合に出場。5月31日の準々決勝のポルトガル戦でも先発出場したが、延長前半1分に2枚目のイエローカードを提示され退場となり、チームも3-5で敗れた。